# Aglaoschema concolor
Aglaoschema concolor är en skalbaggsart som först beskrevs av Pierre Émile Gounelle 1911.  Aglaoschema concolor ingår i släktet Aglaoschema och familjen långhorningar. Inga underarter finns listade i Catalogue of Life.